# Gurutze Frades
Gurutze Frades Larralde (Durango, 14 de septiembre de 1981) es una deportista española que compite en triatlón.

## Trayectoria
Comenzó la práctica deportiva a una edad muy temprana. Con nueve años comienza jugar a baloncesto en el equipo durangués de Tabirako donde permaneció hasta los 25 años que empieza a practicar triatlón. Durante dos años combinó el baloncesto, jugando en el Anbotopeko, con el triatlón, dejando definitivamente el baloncesto para dedicarse plenamente al triatlón.
Comenzó en una prueba de velocidad en Mimizan (Francia) iniciando una serie de participaciones en pruebas similares: triatlones, duatlones, carreras populares y pruebas ciclistas.
Con 27 años comenzó a entrenar específicamente para triatlón consiguiendo cuatro Campeonatos de España de Triatlón de Larga Distancia (2011, 2012, 2013 y 2014).
Ha obtenido nueve medallas en las pruebas de Ironman: tres oros (Vichy 2015, Cozumel 2022 y Vitoria 2023), cuatro platas (Malasia 2015, Sudáfrica 2019, Chattanooga 2021 y Cozumel 2021) y dos bronces (Florianopolis 2016 y Australia 2019).
En 2023 ganó la medalla de bronce en el Campeonato Mundial de Triatlón de Larga Distancia celebrado en Ibiza.

## Palmarés internacional
| Campeonato Mundial | Campeonato Mundial | Campeonato Mundial | Campeonato Mundial |
| Año                | Lugar              | Medalla            | Prueba             |
| ------------------ | ------------------ | ------------------ | ------------------ |
| 2023               | Ibiza (España)     | Medalla de bronce  | Individual         |